# Guatire (paroisse civile)
Pour les articles homonymes, voir Guatire.
Guatire est l'une des deux paroisses civiles de la municipalité de Zamora dans l'État de Miranda au Venezuela. Sa capitale est Guatire. En 2011, sa population s'élève à 151 140 habitants.

## Géographie

### Démographie
Hormis sa capitale Guatire, la paroisse civile possède plusieurs localités :
- Guatire
- Kempis
- Vuelta Grande